# 2S35 コアリツィヤ-SV 152mm自走榴弾砲
2S35 コアリツィヤ-SV 152mm自走榴弾砲（露: 2С35 Коалиция-СВ）は、ロシア連邦軍の自走榴弾砲。

## 概要
NATO軍の自走榴弾砲に比べて陳腐化していた2S19 ムスタ-Sの更新のため、コアリツィヤ-SVの開発は2006年に始まった。T-80およびT-72を改造した車体に152mm榴弾砲を縦に2門連装したムスタ-Sの派生型が計画されたものの、高コストと信頼性の低さから2010年に開発は中止された。
再設計を経て2014年11月より新型の試験が開始され、2015年のアラビノ演習場におけるモスクワ戦勝パレードの訓練で初公開された。このとき他の新型車両と同様に砲塔はカバーで覆われていた。2020年1月には、陸軍での試験に先立ち、企業内での予備試験を完了したと報じられた。
当初T-14と車体を共有していると伝えられていたが、転輪が6個になっており（T-14は7個）、実際はT-90ないしムスタ-Sの改良型とみられている。ムスタ-Sと異なり砲塔天板に乗員用ハッチはなく、車体前部右側の車長用、中央の操縦士用、左側の砲手用とみられる3か所にハッチが存在する。これは装填を完全自動化した無人砲塔であると推測されており、将来的にこの砲塔をT-14の車体に搭載することも考慮されているとみられる。乗員区画は装甲カプセルで覆われ生存性を高めているほか、CBRNE防護機能や自動消火装置も備える。
砲塔は360°全周回転が可能で、搭載される2A88 152mm榴弾砲の最大射程は精密誘導砲弾で70km、通常弾でも40kmとムスタ-Sの29kmから延長されており、自動装填装置の採用により16～20発/分の速射が可能とされる。これはPzH2000自走榴弾砲などNATO軍の自走砲と比較しても優位にある。このほかにも輸出用としてNATO規格の155mm砲弾に対応したモデルも計画されている。また、自衛用装備として12.7mmKord重機関銃RWS、81mm発煙弾発射機を装備している。

パーンツィリ-S1などに使用されているKAMAZ-6560トラックをベースに開発した2F66-1弾薬給弾車（Транспортно-загрузочная машина 2Ф66-1）は92発の砲弾を輸送でき、コアリツィヤの砲塔後部に連結することで15分以内の補給が可能である。

## 比較
|          | M109A6                                             | AS-90                                                                             | PzH.2000                                              | 99式                          | K9A1                                                                                               | 05式                                                                   | 2S35                |
| -------- | -------------------------------------------------- | --------------------------------------------------------------------------------- | ----------------------------------------------------- | ----------------------------- | -------------------------------------------------------------------------------------------------- | ---------------------------------------------------------------------- | ------------------- |
| 画像     |                                                    |                                                                                   |                                                       |                               | |                                                                        |                     |
| 全長     | 9.1 m                                              | 9.07 m                                                                            | 11.67 m                                               | 11.3 m                        | 12 m                                                                                               | 11.6 m                                                                 | 11.9 m              |
| 全幅     | 3.1 m                                              | 3.5 m                                                                             | 3.58 m                                                | 3.2 m                         | 3.4 m                                                                                              | 3.38 m                                                                 | 3.58 m              |
| 全高     | 3.2 m                                              | 2.49 m                                                                            | 3.46 m                                                | 3.1 m                         | 3.5 m                                                                                              | 3.55 m                                                                 | 2.98 m              |
| 重量     | 29 t                                               | 45 t                                                                              | 55.3 t                                                | 40 t                          | 47 t                                                                                               | 35 t                                                                   | 48 - 55 t           |
| 主砲     | 39口径155mm砲                                      | 39口径155mm砲 ※改修型は52口径                                                     | 52口径155mm砲                                         | 52口径155mm砲                 | 52口径155mm砲                                                                                      | 52口径155mm砲 ※輸出仕様は54口径                                        | 152mm砲             |
| 副武装   | 12.7mm重機関銃×1                                   | 7.62mm機関銃×1                                                                    | 7.62mm機関銃×1                                        | 12.7mm重機関銃×1              | 12.7mm重機関銃×1                                                                                   | 12.7mm重機関銃×1                                                       | 12.7mm重機関銃RWS×1 |
| 最大射程 | 24 km（M107弾） 30 km（RAP弾） 40 km（M982誘導弾） | 初期型 24.7 km（M107弾） 30 km（RAP弾） 改修型 30 km（M107弾） 40 km以上（RAP弾） | 36 km (DM121弾) 47 km (M1711弾) 67 km (M2005 V-LAP弾) | 30 km（M107弾） 40 km（BB弾） | 18 km(M107弾) 30 km(RAP弾) 36 km(K310弾) 40 km(K307弾) 53 km(XM1113) 54 km(K315弾) 60 km(K315 ERM) | 20 km (レーザー誘導) 39 km (ERFB-BB) 50 km (ERFB-BB-RA) 100 km (WS-35) | 不明                |
| 射撃速度 | 4発/分                                             | 6発/分                                                                            | 8発/分                                                | 6発/分以上                    | 6 - 8発/分                                                                                         | 10発/分 (PLZ-05) 8発/分 (PLZ-52)                                       | 不明                |
| 最大出力 | 405 hp                                             | 660 hp                                                                            | 1,000 hp                                              | 600 hp                        | 1,000 hp                                                                                           | 800 - 1,000 hp                                                         | 1,000 hp            |
| 最高速度 | 64 km/h                                            | 53 km/h                                                                           | 60 km/h                                               | 49.6 km/h                     | 67 km/h                                                                                            | 56 km/h(PLZ-05) 65 km/h(PLZ-52)                                        | 67 km/h             |
| 乗員数   | 4名                                                | 5名                                                                               | 5名                                                   | 4名                           | 5名                                                                                                | 4名                                                                    | 3名                 |

## ギャラリー

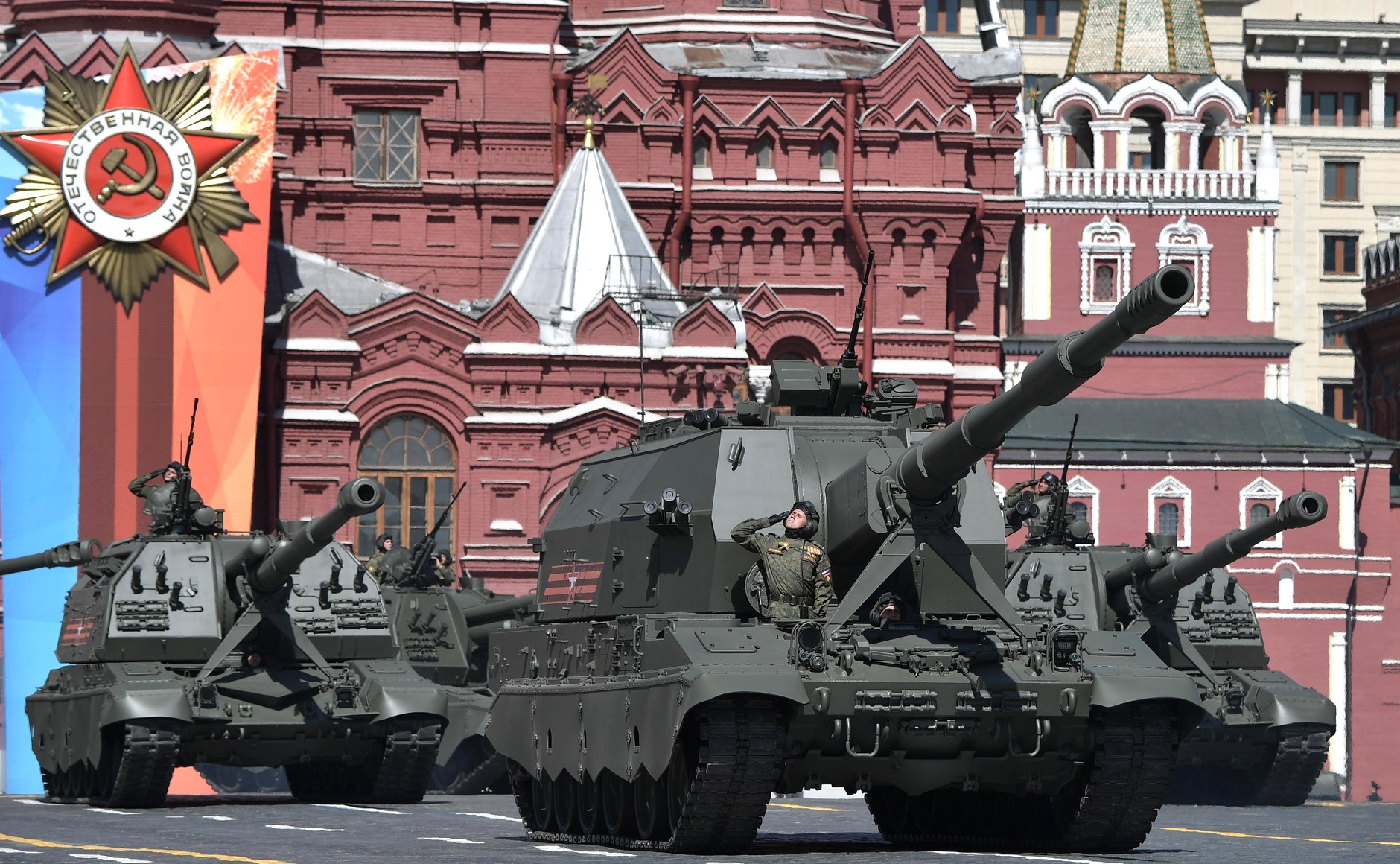
コアリツィヤ-SV（手前）とムスタ-S
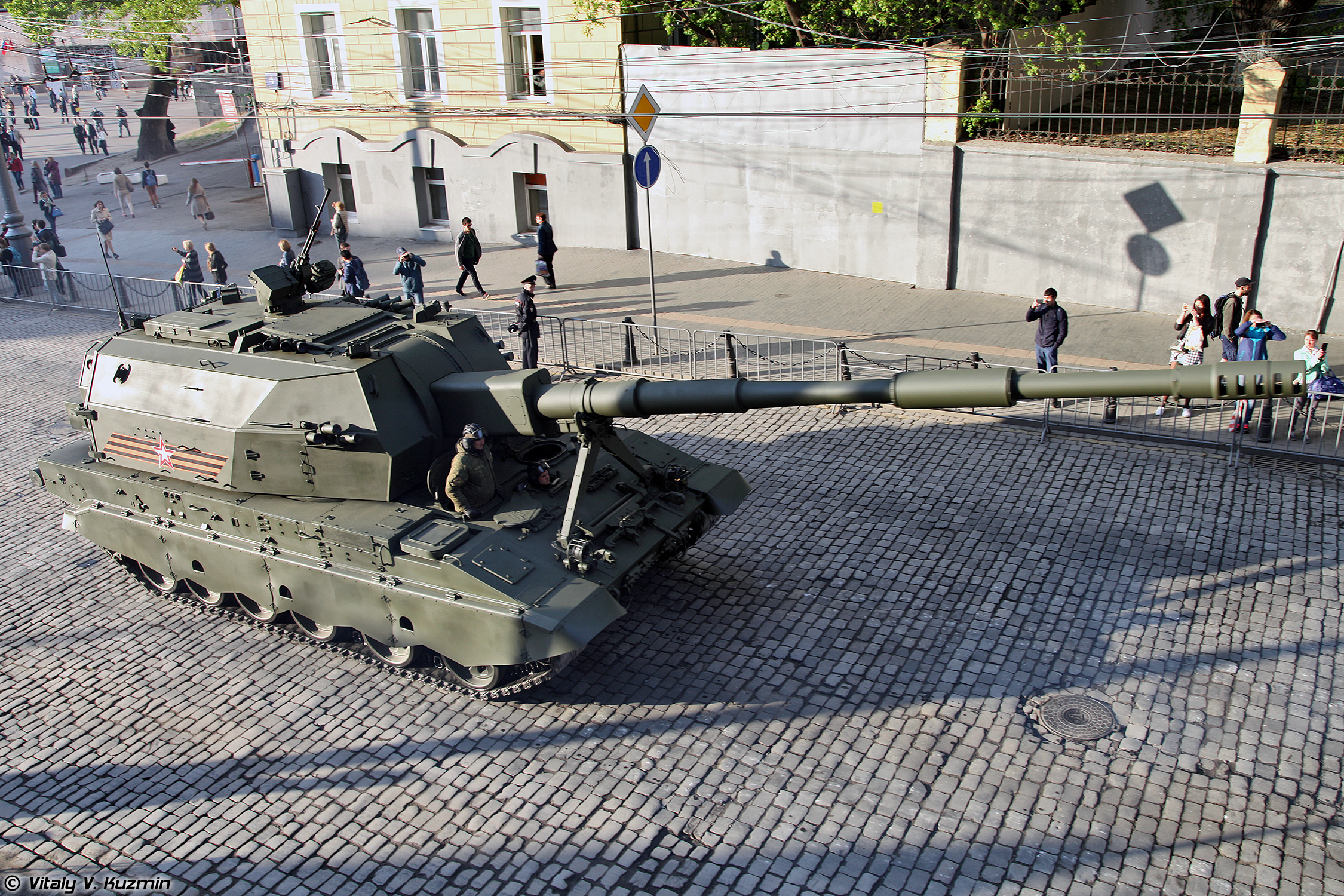
砲塔上部
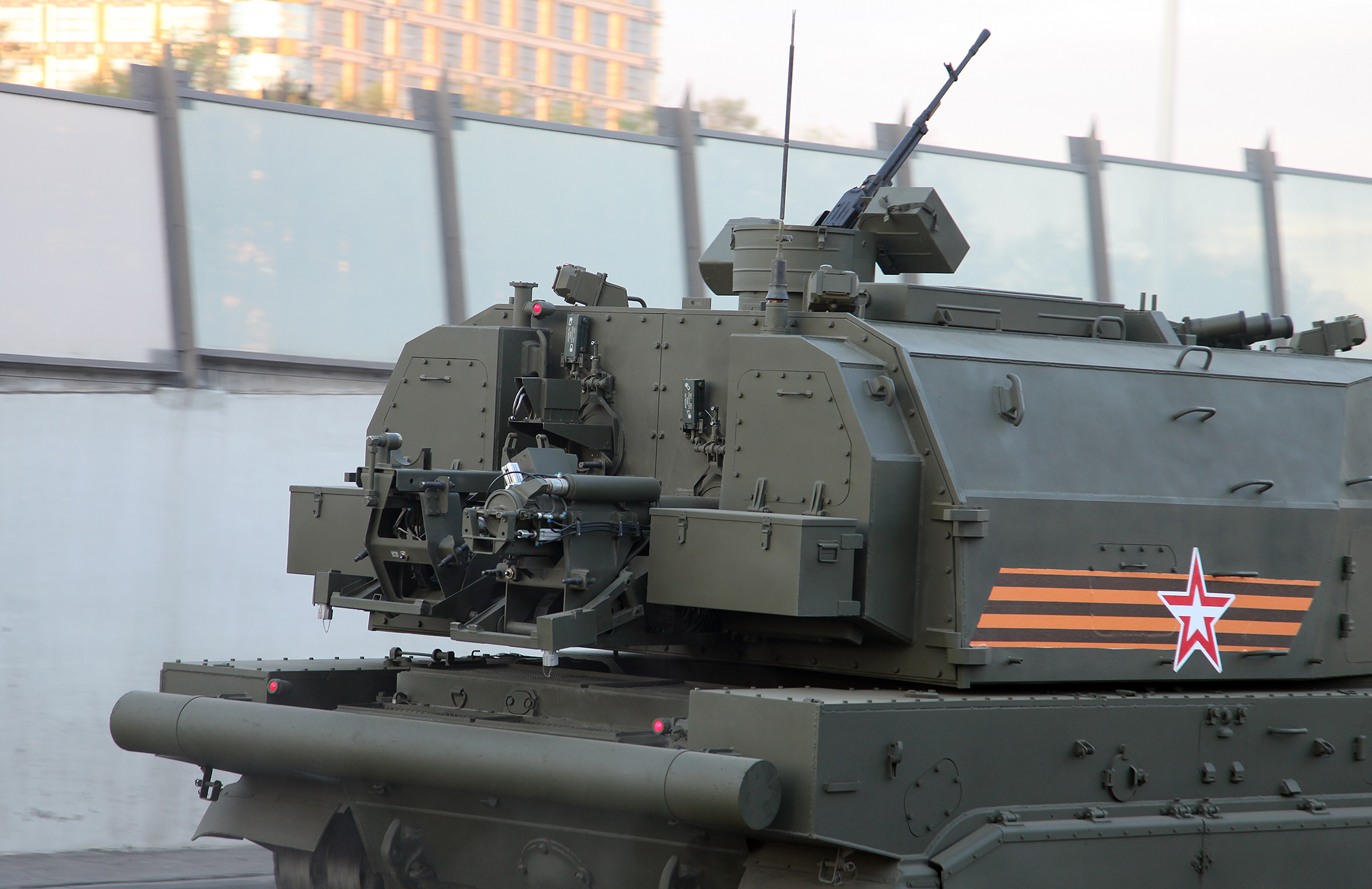
砲塔後部
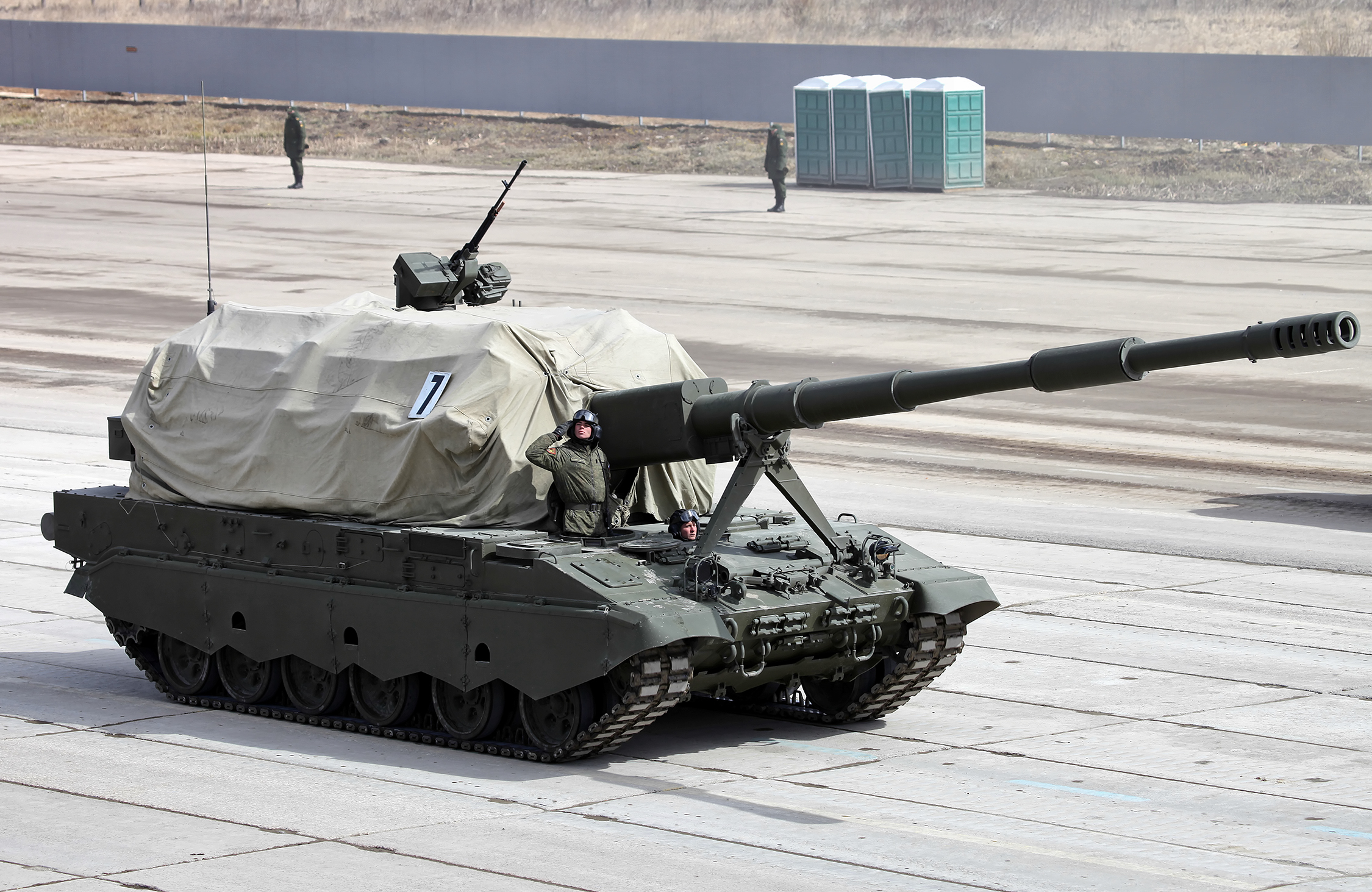
初公開された頃（2015年）
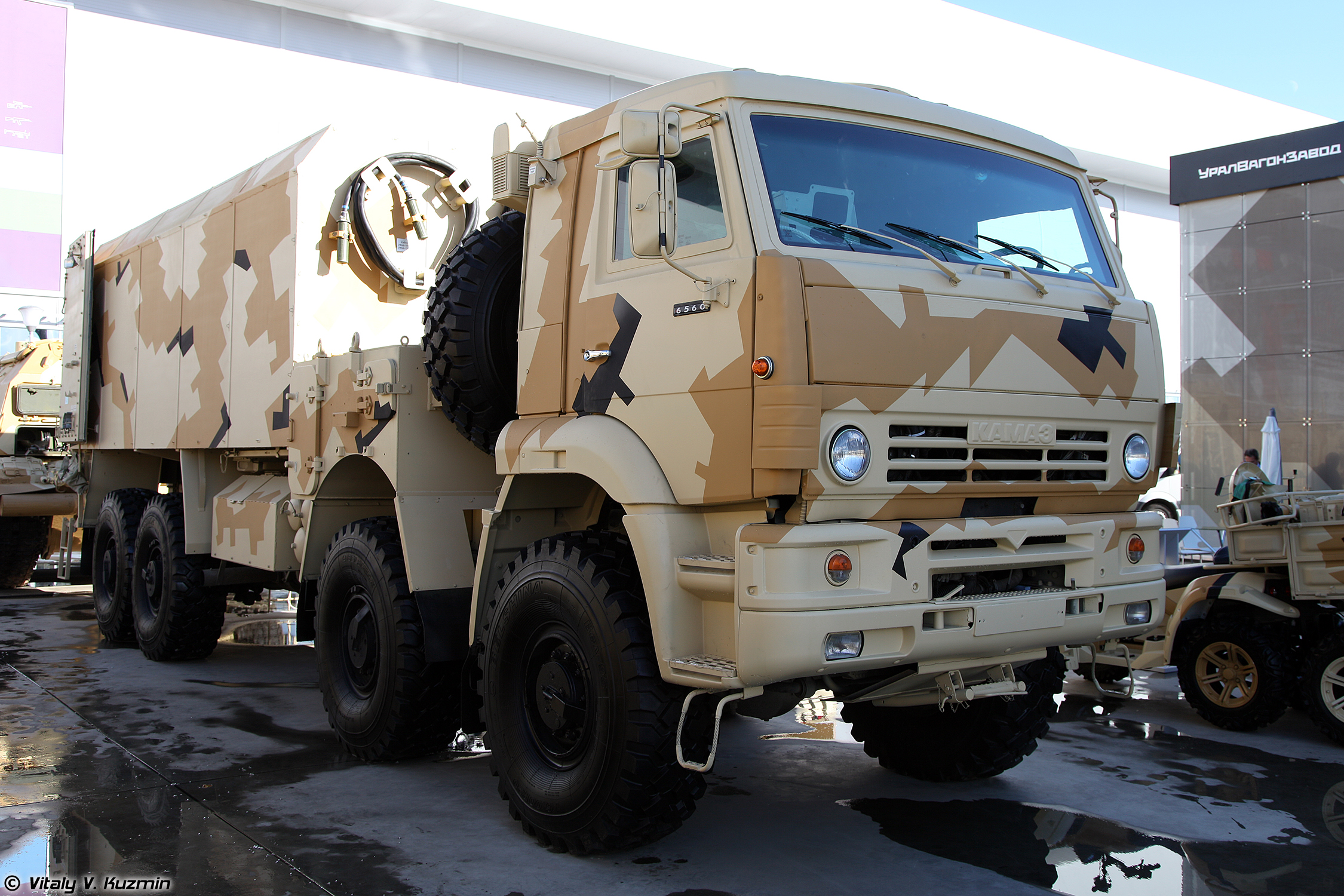
2F66-1弾薬給弾車
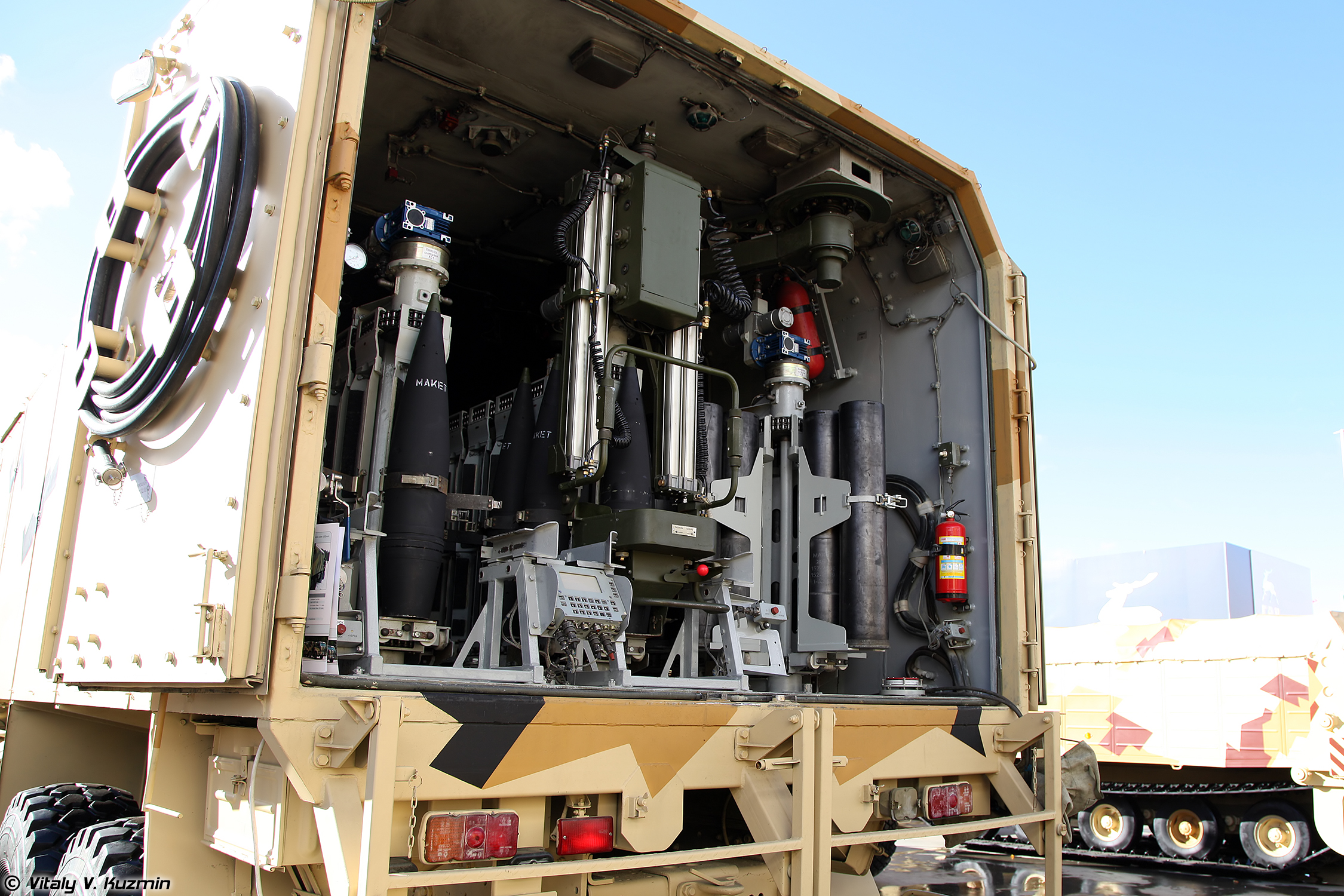
2F66-1弾薬給弾車

## 派生型
2S35-1 コアリツィヤ-SV-KSh
KAMAZ-6560にコアリツィヤの砲塔を搭載した装輪式自走砲。

## 採用国
- ロシア - ロシア陸軍向けに12両。2020年5月に1号車が納入された[6]。